# Josef Odvárka
Josef Odvárka (8. března 1920 – ???) byl český a československý politik KSČ, v 60. letech 20. století československý ministr paliv.

## Biografie
Profesně zpočátku působil jako dělník. Od roku 1947 pracoval v hornickém průmyslu. V roce 1947 se stal tajemníkem Okresního výboru KSČ v Sokolově, později přešel na Krajský výbor KSČ Karlovy Vary. Roku 1951 se stal ředitelem hnědouhelného revíru na Sokolovsku. V období let 1952–1954 zastával funkci prvního náměstka ministra paliv a energetiky. Od roku 1954 do roku 1962 působil jako ředitel Sdružení kamenouhelných dolů v Kladně. Na pozici prvního náměstka ministra paliv a energetiky se vrátil roku 1962.
V září 1963 se Odvárka stal ministrem paliv v československé vládě Jozefa Lenárta. Křeslo si udržel do listopadu 1965, kdy byl samostatný rezort paliv zrušen.